# Káto Plátres
Káto Plátres är en ort i Cypern.   Den ligger i distriktet Eparchía Lemesoú, i den centrala delen av landet, 60 km sydväst om huvudstaden Nicosia. Káto Plátres ligger 892 meter över havet och antalet invånare är 143. Den ligger på ön Cypern.
Terrängen runt Káto Plátres är huvudsakligen kuperad, men norrut är den bergig. Trakten runt Káto Plátres är glesbefolkad, med 17 invånare per kvadratkilometer. Närmaste större samhälle är Sotíra, 18,6 km söder om Káto Plátres. 